# Maximilian Planer
Maximilian Planer (Bernburg, 3 agosto 1993) è un canottiere tedesco.

## Biografia
È stato campione del mondo nell'otto ai mondiali di Sarasota 2017 e Plovdiv 2018 e vicecampione a quelli di Amsterdam 2014.
Ha rappresentato la Germania ai Giochi olimpici estivi di Rio de Janeiro 2016, giungendo 12º nel quattro senza, con i connazionali Maximilian Korge, Anton Braun e Felix Wimberger.

## Palmarès
- Mondiali

Amsterdam 2014: argento nell'8.
Sarasota 2017: oro nell'8.
Plovdiv 2018: oro nell'8.
- Europei

Siviglia 2013: bronzo nel 4 senza
Belgrado 2014: oro nell'8.
Račice 2017: oro nell'8.
Glasgow 2018: oro nell'8.
Lucerna 2019: bronzo nel 4 senza